# Rivolte dei ghetti
Rivolta del ghetto è un termine che si riferisce a una battaglia armata condotta dagli ebrei e da altri gruppi etnici incarcerati nei ghetti nazisti durante la seconda guerra mondiale, per ribellarsi ai piani di deportazione degli abitanti nei campi di concentramento e di sterminio. La più conosciuta e la maggiore di queste rivolte ebbe luogo a Varsavia, nell'aprile 1943 (Rivolta del ghetto di Varsavia), ma ci furono anche altre battaglie in altre città della Polonia:
- Rivolta del ghetto di Będzin
- Rivolta del ghetto di Białystok - Antyfaszystowska Organizacja Bojowa
- Rivolta del ghetto di Częstochowa
- Rivolta del ghetto di Łachwa
- Rivolta del ghetto di Mińsk Mazowiecki
- Rivolta del ghetto di Varsavia - organizzata dalla ŻOB e dalla ŻZW

Le battaglie avvennero anche durante la liquidazione finale dei ghetti, come:
- Rivolta del ghetto di Cracovia
- Rivolta del ghetto di Łódź
- Rivolta del ghetto di Leopoli
- Rivolta del ghetto di Marcinkance
- Rivolta del ghetto di Pińsk
- Rivolta del ghetto di Sosnowiec
- Rivolta del ghetto di Viunius - Fareinigte Partizaner Organizacje